# لیودمیلا ماسلاکووا
لیودمیلا ماسلاکووا (روسی: Людмила Ильинична Маслакова؛ زادهٔ ۲۶ فوریهٔ ۱۹۵۲) دونده اهل روسیه بود.
وی در مسابقات کشوری و بین‌المللی در مجموع برندهٔ ۱ مدال نقره، ۲ مدال برنز شده‌است.